# Akop Szostak
Akop Szostak (ur. 20 sierpnia 1988 w Białoruskiej SRR jako Akop Powodobiedow) – polski zawodnik mieszanych sztuk walki (MMA) wagi ciężkiej i półciężkiej, kulturysta, trener personalny pochodzenia rosyjsko-ormiańskiego. 

## Życiorys
Urodził się w Związku Radzieckim na terenie ówczesnej białoruskiej SRR jako syn Rosjanina i Ormianki. Kiedy miał 9 lat, uciekł razem z matką od stosującego przemoc domową ojca, weterana radzieckiej interwencji w Afganistanie, i przenieśli się do Polski. Poznał tam swoją żonę. Wcześniej nazywał się Powodobiedow. Nazwisko zmienił w Polsce.
Trenowaniem na siłowni zainteresował się, oglądając kulturystę Arnolda Schwarzeneggera. Do startów w zawodach namówił go Piotr Głuchowski, który widział w nim potencjał. W 2009 wystąpił w zawodach, startując w Kulturystyce Klasycznej juniorów, zwyciężając w kategorii open. Rok wcześniej zdobył mistrza Polski juniorów, również w kategorii OPEN. Również w 2009 wystąpił w tej samej kategorii wśród seniorów, zajmując 5. miejsce na Mistrzostwach Polski.
Jesienią 2019 brał udział w dziesiątej edycji programu rozrywkowego Polsatu Dancing with the Stars. Taniec z gwiazdami. Jego partnerką i trenerką była Sara Janicka.

## Kariera MMA

### Pierwsze walki dla FEN
W mieszanych sztukach walki zadebiutował 17 stycznia 2015, nokautując już w 30 sekundzie pierwszej rundy Janusza Dylewskiego. 
31 lipca 2015 w debiucie dla Fight Exclusive Night, po trzyrundowej zaciętej wojnie wypunktował Łukasza Borowskiego. 
19 marca 2016 na gali FEN 11: Warsaw Time w Warszawie, uległ w pojedynku z byłym strongmanem Tyberiuszem Kowalczykiem w 43 sekundzie pierwszej rundy. 
15 października podczas gali FEN 14 został znokautowany w pierwszej rundzie przez Czecha Martina Chudeja.

### WCA i początki w KSW
25 października 2016 poinformował kibiców o zakończeniu kariery.
22 lutego 2018 zapowiedział powrót do MMA. 6 kwietnia na gali WCA 4 znokautował w drugiej rundzie Wojciecha Balejko.
W 2018 podpisał kontrakt z największą polską organizacją mieszanych sztuk walki, KSW. 6 października w Londynie, na gali KSW 45: The Return to Wembley zmierzył się z Jamie Sloane’em. Walka została przerwana już po 24 sekundach, gdyż Szostak nieumyślnie sfaulował Anglika palcami w oko, a ten nie chciał kontynuować walki. Ostatecznie pojedynek uznano za no contest.
18 maja 2019 podczas gali KSW 49 został technicznie znokautowany przez bośniackiego kulturystę Erko Juna w 36 sekund.
13 kwietnia 2020 menedżer Szostaka, Artur Ostaszewski, w programie „W narożniku” przyznał, że kontrakt Akopa z KSW wygasł i ten został wolnym zawodnikiem.

### EFM Show i powrót do KSW
5 marca 2021 w mediach społecznościowych został zapowiedziany powrót Szostaka. 9 kwietnia skrzyżował rękawice w walce Superfight, z innym kulturystą – Radosławem Słodkiewiczem, którego technicznie znokautował podczas gali EFM Show 1 w trzeciej rundzie.  
17 lipca 2021 na gali KSW 62 stoczył pojedynek z byłym sztangistą – Szymonem Kołeckim. Walkę przegrał przez nokaut po 45 sekundach pierwszej rundy.
W czerwcu 2023 menedżer Szostaka poinformował o definitywnym końcu kariery w MMA swojego podopiecznego z przyczyn zdrowotnych.

## Życie prywatne
25 lutego 2014 ożenił się z fotomodelką i trenerką personalną Sylwią Szostak, z którą rozwiódł się w kwietniu 2025.
Dochody z dwóch pierwszych zawodowych walk przekazał na cele charytatywne. Podobnie było z wynagrodzeniem za swój debiut na KSW w Londynie.

## Osiągnięcia

### Kulturystyka[24]
- 2008: podwójne złoto Mistrzostwa Polski w Kulturystyce oraz Kulturystyce Klasycznej, kategoria Junior, Open

- 2008: III miejsce – Mistrzostwa Świata w Kulturystyce Klasycznej kategoria Junior, Open

- 2009: I miejsce – Mistrzostwa Europy w Kulturystyce Klasycznej kategorii Junior, Open

- 2009: II miejsce – Mistrzostwa Polski w Klasycznej Kulturystyce w kategorii 175 cm

- 2010: odznaczenie medalem Polskiego Związku Kulturystyki i Fitness za wybitne osiągnięcia sportowe

## Lista walk w MMA
| Wynik     | Bilans  | Przeciwnik (bilans przed walką) | Rozstrzygnięcie                        | Runda | Czas | Rozgrywki                          | Data       | Miejsce       | Uwagi                                       |
| --------- | ------- | ------------------------------- | -------------------------------------- | ----- | ---- | ---------------------------------- | ---------- | ------------- | ------------------------------------------- |
| Przegrana | 4-4 (1) | Szymon Kołecki (9-1)            | KO (prawy podbródkowy)                 | 1     | 0:45 | KSW 62: Kołecki vs. Szostak        | 17.07.2021 | Warszawa      | Main Event                                  |
| Wygrana   | 4-3 (1) | Radosław Słodkiewicz (0-1)      | TKO (ciosy pięściami w parterze)       | 3     | 2:35 | EFM Show 1: Różański vs. Pasternak | 09.04.2021 | Łódź          | Debiut w EFM Show. Superfight               |
| Przegrana | 3-3 (1) | Erko Jun (2-0)                  | TKO (ciosy pięściami)                  | 1     | 0:36 | KSW 49: Soldić vs. Kaszubowski     | 18.05.2019 | Gdańsk/ Sopot |                                             |
| Nieodbyta | 3-2 (1) | Jamie Sloane (8-5)              | No contest (faul palcami w oko Sloane) | 1     | 0:24 | KSW 45: The Return to Wembley      | 06.10.2018 | Londyn        | Debiut w KSW. Walka w kategorii półciężkiej |
| Wygrana   | 3-2     | Wojciech Balejko (4-9)          | TKO (ciosy pięściami)                  | 2     | 2:25 | WCA 4: Fight Night                 | 06.04.2018 | Warszawa      |                                             |
| Przegrana | 2-2     | Martin Chuděj (3-5)             | TKO (ciosy pięściami)                  | 1     | 1:01 | FEN 14: Silesian Rage              | 15.10.2016 | Katowice      |                                             |
| Przegrana | 2-1     | Tyberiusz Kowalczyk (1-0)       | TKO (ciosy pięściami)                  | 1     | 0:43 | FEN 11: Warsaw Time                | 19.03.2016 | Warszawa      |                                             |
| Wygrana   | 2-0     | Łukasz Borowski (3-3)           | Decyzja (jednogłośna)                  | 3     | 5:00 | FEN 8: Summer Edition              | 31.07.2015 | Kołobrzeg     | Debiut w FEN                                |
| Wygrana   | 1-0     | Janusz Dylewski (2-13)          | TKO (ciosy pięściami)                  | 1     | 0:30 | ToM 1: First Blood                 | 17.01.2015 | Sopot         | Debiut w kategorii ciężkiej                 |